# Lasiorhinus
Lasiorhinus Owen, 1845 è il genere che comprende le due specie di vombati dal naso peloso, entrambe diffuse in Australia. Queste sono:
- Vombato dal naso peloso settentrionale, Lasiorhinus krefftii
- Vombato dal naso peloso meridionale, Lasiorhinus latifrons
- Lasiorhinus angustioens †

Il vombato dal naso peloso meridionale è diffuso in alcune zone semi-aride e aride della regione che va dal Nuovo Galles del Sud sud-occidentale fino al confine tra Australia Meridionale e Australia Occidentale. La IUCN lo classifica come specie a rischio minimo. Dall'altro lato, la specie settentrionale è considerata in pericolo critico e sopravvive solamente in un'area di 3 km² all'interno del Parco Nazionale di Epping Forest, in Queensland, ma in passato viveva anche nel Victoria e nel Nuovo Galles del Sud.